# Dragmacidon durissimum
Dragmacidon durissimum är en svampdjursart som först beskrevs av Arthur Dendy 1905.  Dragmacidon durissimum ingår i släktet Dragmacidon och familjen Axinellidae.
Artens utbredningsområde är Sri Lanka.

## Underarter
Arten delas in i följande underarter:
- D. d. tethyoides
- D. d. massale
- D. d. erectum